# Sandra Studer

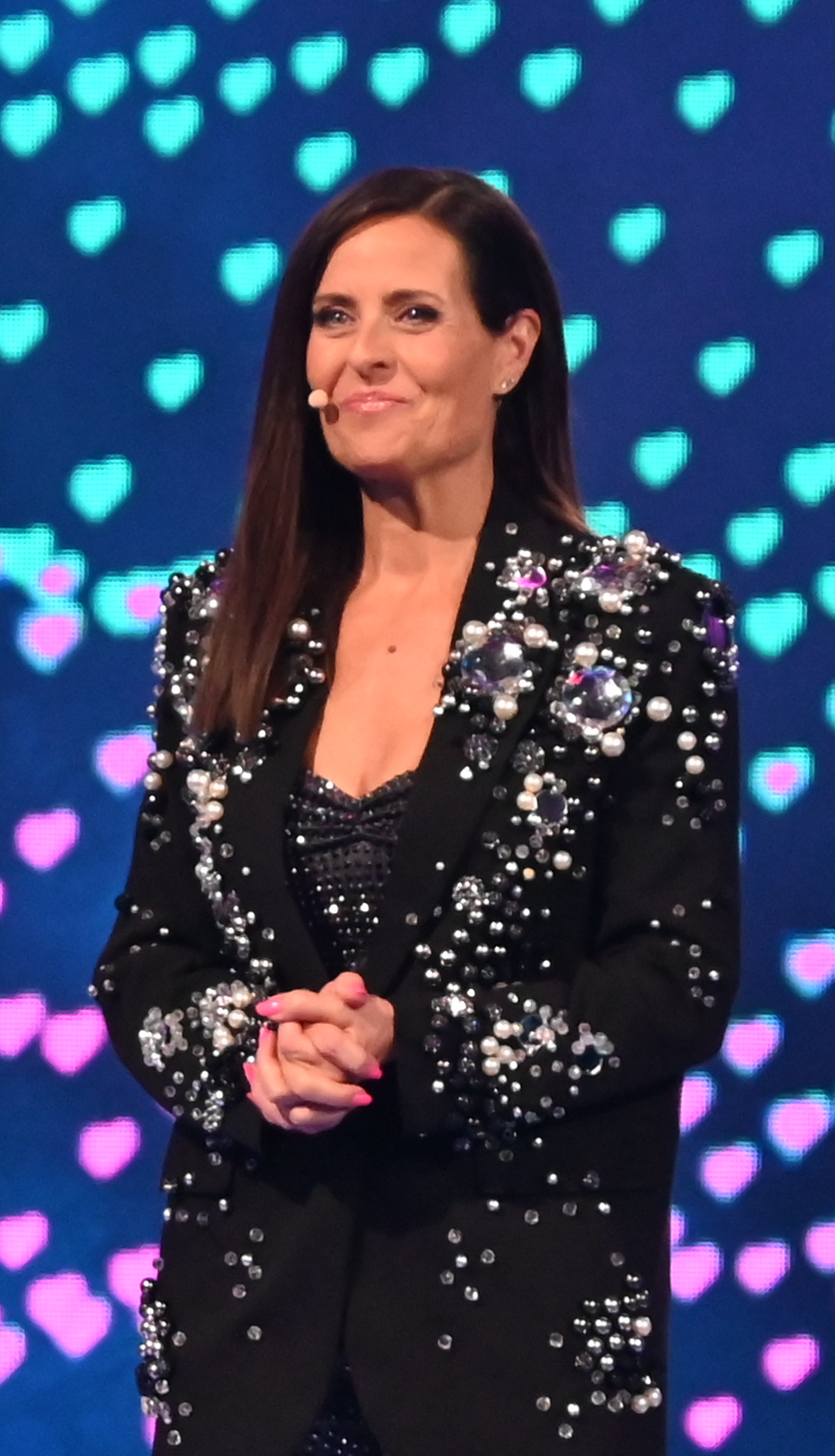
Sandra Studer, 2025

Sandra Studer, verheiratete Müller (* 10. Februar 1969 in Zürich) ist eine Schweizer Fernsehmoderatorin und Sängerin.

## Leben und Wirken
Die Tochter eines Schweizers und einer Spanierin wuchs im Zollikerberg auf. Nach einer Ballett- und Klavierausbildung machte sie als 17-Jährige erste Erfahrungen als Sängerin. Sie studierte Germanistik und Musikwissenschaften an der Universität Zürich. Erste Tonaufnahmen entstanden 1987. 1989 war sie Backgroundsängerin von DJ BoBo bei dem Song «I Love You».
Sie war Moderatorin der TV-Sendungen «Takito», «Traumziel» und «Country Roads». Von 2002 bis 2012 moderierte Studer jährlich die Gala für den SwissAward. Daneben tritt sie mit Musical-Programmen im deutschsprachigen Raum auf. In der Fernsehshow The Masked Singer Switzerland belegte sie in der Verkleidung eines Pfaus 2021 den zweiten Platz.
1997 heiratete Studer den späteren Rechtsanwalt Luka Müller. Sie ist vierfache Mutter und lebt im zürcherischen Meilen.

## Eurovision Song Contest und Concours Eurovision
1989 trat Studer erstmals beim Schweizer Vorentscheid zum Concours Eurovision 1989 an. Sie sang als Backgroundsängerin zum deutschsprachigen Beitrag «Wege in der Nacht» von Ann Lomar, die den fünften Platz unter den zehn Teilnehmern erreichte. Sie versuchte ihr Glück erneut beim Concours Eurovision 1990. Sie trat unter dem Namen Sandra Simó mit dem italienischsprachigen Lied «Lo so» an und belegte damit Platz acht von acht.
Bei der nationalen Vorentscheidung zum Concours Eurovision 1991 gelang ihr dann der Sieg als Sandra Simó mit dem Titel «Canzone per te». Sandra Studer fuhr für die Schweiz zum Eurovision Song Contest nach Rom. Dort belegte sie Rang 5 mit 118 Punkten, wobei sie zwei Höchstwertungen aus Belgien und Luxemburg erhielt.
Studer gab beim ESC 1994 die Punkte der Schweizer Jury durch und sprach beim Eurovision Song Contest in den Jahren 1996, 1999, 2000, 2001, 2002, 2005 und 2006 die deutschsprachigen Kommentare für das Schweizer Fernsehen. Sie moderierte an der Seite von Axel Bulthaupt zudem die deutsche Vorentscheidung zum ESC 1999.
Beim Eurovision Song Contest 2025 in Basel moderierte sie zusammen mit Hazel Brugger die beiden Halbfinals. Im Finale wurden die beiden durch Michelle Hunziker unterstützt. Außerdem führte sie einen Teil von "Canzone per te" als Showeinlage im Finale auf.